# تشوي يونغ إل
تشوي يونغ إل مواليد 25 أبريل 1966 في محافظة نامهاي، غيونغسانغ الجنوبية، كوريا الجنوبية، هو لاعب كرة قدم كوري جنوبي. يلعب كمدافع. مثّل منتخب كوريا الجنوبية لكرة القدم. سبق له أن لعب في كأس العالم لكرة القدم مع منتخب بلاده.

## المسيرة الاحترافية

### أندية لعب لها
- نادي أولسان هيونداي
- نادي بوسان أي بارك
- نادي سول

## روابط خارجية
- تشوي يونغ إل على موقع الاتحاد الدولي (مؤرشف)  (الإنجليزية)
- تشوي يونغ إل على موقع دوري كوريا الجنوبية (الإنجليزية)
- تشوي يونغ إل على موقع قاعدة بيانات كرة القدم.إي يو (الإنجليزية)
- تشوي يونغ إل على موقع ناشيونال فوتبول تيمز (الإنجليزية)